# Osservatorio Yerkes
Lo Yerkes Observatory è un osservatorio astronomico dell'Università di Chicago, situato nel villaggio di Williams Bay, nel Wisconsin.

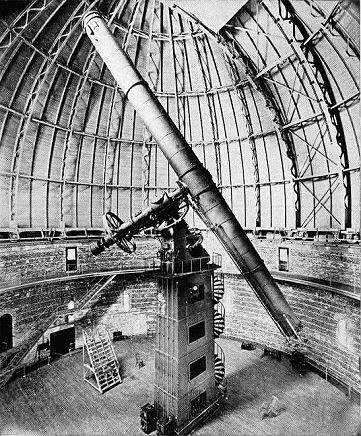
Il telescopio rifrattore da 102 cm allo Yerkes Observatory.

## Storia
L'osservatorio fu creato, nel 1897, da George Ellery Hale e finanziato da Charles Tyson Yerkes. Rappresentò una trasformazione nel modo di concepire gli osservatori, da un puro edificio per telescopio e osservatore, al concetto moderno di attrezzatura di osservazione integrata con laboratori di fisica e chimica.
All'interno dell'osservatorio trova posto un telescopio rifrattore da 102 cm; era il più grande telescopio del mondo fino alla costruzione del riflettore dell'Osservatorio di Monte Wilson. Rimane comunque il più grande telescopio rifrattore tuttora in funzione.
Oltre al rifrattore, l'osservatorio ha anche un riflettore da 102 cm e uno da 61 cm. Molti telescopi più piccoli sono usati per scopi educativi. 
L'attuale ricerca include il mezzo interstellare, la formazione di ammassi globulari, l'astronomia all'infrarosso, e gli oggetti near-Earth. Inoltre, l'Università di Chicago mantiene un centro di ingegneria di considerevoli dimensioni, dedicato alla costruzione e manutenzione di strumenti scientifici.
A seguito dello spostamento della propria sede da Yerkes a Williams Bay, l'università di Chicago dal 1º ottobre 2018 ha cessato le operazioni nella struttura, che è servita come centro di ricerca per alcuni dei più esperti astrofisici del ventesimo secolo. Nel tempo, l'impatto di Yerkes sulla ricerca universitaria è diminuito. Anche se fino a pochi anni fa i dipendenti di Yerkes erano coinvolti nello sviluppo di scienza moderna, quali le tecnologie per l'osservazione stratosferica in volo per l'astronomia a infrarossi, i programmi dell'osservatorio si sono spostati principalmente sull'educazione e la sensibilizzazione, a seguito del graduale ed inevitabile passaggio della ricerca astronomica a osservatori montuosi, desertici e spaziali per il minore inquinamento luminoso e migliori condizioni atmosferiche. Dopo un fallito tentativo di vendere l'area ad uno speculatore edilizio, l'università ha deciso di cedere l'area per 4,5 milioni di dollari all'Aurora University dell'Illinois, che ha un campus a Williams Bay il quale confina con la proprietà di Yerkes. L'Aurora però ha ritenuto troppo oneroso mantenere attivo il sito, anche a causa del suo coinvolgimento con il Giant Magellan Telescope, in Cile (con apertura focale di 24,5 metri rispetto al metro del più grande mai usato a Yerkes), per il quale ha una partecipazione contributiva di 50 milioni di dollari.
Un'organizzazione privata, la Yerkes Future Foundation, si è costituita nel 2019 per concordare con gli eredi dell'osservatorio e l'Università un'acquisizione al fine di preservare la strumentazione ed il ricco archivio fotografico.